# IC50
Polovina maksimalne inhibitorne koncentracije (IC50) je mera efektivnosti supstance u inhibiranju specifične biološke ili biohemijske funkcije.
Ova kvantitativna mera je indikator mere u kojoj je dati lek ili druga supstanca (inhibitor) neophodna da se inhibira dati biološki process (ili komponentu procesa, i.e. enzim, ćeliju, ćelijski receptor ili mikroorganizam) za polovinu. Ove vrednosti se tipično izražavaju kao molarna koncentracija.
On se obično koristi kao mera potentnosti antagonista leka u farmakološkim istraživanjima. Prema FDA, IC50 predstavlja koncentraciju leka koja je neophodna za 50% inhibicije in vitro. On je uporediv sa EC50 vrednošću za agonist leka. EC50 isto tako predstavlja koncentraciju u plazmi koja je neophodna za ostvarivanje 50% maksimalnog efekta in vivo.

## Spoljšnje veze
- ELISA IC50/EC50 Online Tool
- IC50 to pIC50 calculator
- Online tool for analysis of in vitro resistance to antimalarial drugs
- IC50-to-Ki converter